# 克羅基特 (德克薩斯州)
克罗基特（英語：Crockett）是美国德克萨斯州休斯敦县的一座城市，依照2010年美國人口普查结果统计，该城市人口为6,950人。克罗基特是德克萨斯州最古老的县——休斯顿县的第五大古老城市，也是该县的县城城市。